# Actinella carinofausta
Actinella carinofausta é uma espécie de gastrópode da família Hygromiidae.
É endémica da Madeira.